# Димитър Гущанов
Димитър Атанасов Гущанов или Гощанов е деец на българското националноосвободително движение в Македония и войвода на Вътрешната македоно-одринска революционна организация.

## Биография
Роден е в Крушево, Демирхисарско в семейството на учителя Атанас Гущанов. Учи в българското класно училище в Сяр и в богословското училище в Самоков. Известно време учителства в село Старчища, Неврокопско. По-късно заминава за Лозана, Швейцария, където в 1898 година завършва право.
През 1898 година е учител в град Кочани. На следната 1899 година е назначен от Българската екзархия за главен учител на българското класно училище в Петрич. Тази длъжност заема до 1900 година. Още през 1899 година се присъединява към ВМОРО и е избран за околийски ръководител в Петрич. Под негово ръководство в редица села в Петричко се създадават комитети на организацията.
През лятото 1902 година е назначен за директор на Сярското педагогическо училище, но не започва учебната година. Поради преследванията на османските власти, през септември минава в нелегалност и се присъединява към четата на Михаил Чаков. Става нелегален член на Серския революционен комитет и е определен от Гоце Делчев за инспектор на четите на ВМОРО в Серския революционен окръг, а от февруари 1903 година е драмски войвода. През март 1903 година участва в извършването на атентата на тунела и моста на река Ангиста, на железопътната линия Солун - Цариград.
Гущанов загива на 21 април (4 май) 1903 година, заедно с Гоце Делчев в сражение с турски аскер в село Баница, Сярско. В битката загиват също неговите четници: Стефан Страхинов от село Търлис, Стоян Захариев от село Баница и Димитър Палянков от село Горно Броди, а Георги Савеклиев е тежко ранен и заловен от турците. Гоце Делчев и Димитър Гущанов са заровени в общ гроб. Лазар Томов пише за него в списание „Илюстрация Илинден“:
| „ | И сѣкашъ само той можеше да почива едно до едно до най-голѣмия македонски синъ - Гоце. Дѣлото на Дим. Гощановъ наново възкръсва и ще буди свѣсть в младитѣ поколѣния на цѣлокупния бълг. народъ. | “ |

## Памет
Името му носи Пещерското македонско благотворително братство. На името на революционера са наречени улици в Петрич и София (Карта).